# Anaïs Lonzième
Anaïs Lonzième est une joueuse de handball française née le 22 janvier 1992 à Angers, évoluant au poste d'arrière droite au Brest Bretagne Handball.

## Carrière
Passée par les centres de formation de Nantes, Fleury-Loiret et Issy-Paris, elle est notamment vice-championne du monde junior avec l'équipe de France. En 2012, elle s'engage durant deux saisons avec Alfortville pour effectuer ses études de podologue. À la suite, elle rejoint en 2014 le Brest Bretagne Handball pour renouer avec le handball de haut niveau.

## Palmarès

### En sélection
- vice-championne du monde junior en 2012[2]
- 10e place du championnat d'Europe junior en 2011[3]
- 4e place au championnat du monde jeunes en 2010[4],[5]
- 4e place du championnat d'Europe jeunes en 2009[6]